# Cleocnemis nigra
Cleocnemis nigra là một loài nhện trong họ Philodromidae.
Loài này thuộc chi Cleocnemis. Cleocnemis nigra được Cândido Firmino de Mello-Leitão miêu tả năm 1943.